# Bauhaus-Galan 2019
Navigation
Édition précédente Édition suivante
Le Bauhaus-Galan 2019 est la 52e édition du Bauhaus-Galan qui a lieu le 30 mai 2019 au Stade olympique de Stockholm, en Suède. Il constitue la troisième étape de la Ligue de diamant 2019.

## Résultats

### Hommes
| Rang | Athlète          | Temps        | Points |
| ---- | ---------------- | ------------ | ------ |
| 1    | Aaron Brown      | 20 s 06 (SB) | 8      |
| 2    | Ramil Guliyev    | 20 s 40      | 7      |
| 3    | Jereem Richards  | 20 s 45      | 6      |
| 4    | Alex Quiñónez    | 20 s 56      | 5      |
| 5    | Bernardo Baloyes | 20 s 74      | 4      |
| 6    | Henrik Larsson   | 20 s 81 (PB) | 3      |
| 7    | Kyle Greaux      | 20 s 87      | 2      |
| 8    | Alonso Edward    | 20 s 88      | 1      |

| Rang | Athlète         | Temps   | Points |
| ---- | --------------- | ------- | ------ |
| 1    | Michael Norman  | 44 s 53 | 8      |
| 2    | Rai Benjamin    | 45 s 13 | 7      |
| 3    | Michael Cherry  | 46 s 30 | 6      |
| 4    | Vernon Norwood  | 46 s 39 | 5      |
| 5    | Luka Janežič    | 46 s 60 | 4      |
| 6    | Nathan Strother | 46 s 64 | 3      |
| 7    | Bralon Taplin   | 46 s 87 | 2      |
| 8    | Baboloki Thebe  | 48 s 85 | 1      |

| Rang | Athlète                  | Temps         | Points |
| ---- | ------------------------ | ------------- | ------ |
| 1    | Timothy Cheruiyot        | 3 min 35 s 79 | 8      |
| 2    | Ayanleh Souleiman        | 3 min 37 s 30 | 7      |
| 3    | Jakob Ingebrigtsen       | 3 min 37 s 30 | 6      |
| 4    | Bethwell Birgen          | 3 min 39 s 18 | 5      |
| 5    | Samuel Tefera            | 3 min 40 s 19 | 4      |
| 6    | Charles Cheboi Simotwo   | 3 min 40 s 65 | 3      |
| 7    | Aman Wote                | 3 min 42 s 68 | 2      |
| 8    | George Meitamei Manangoi | 3 min 43 s 83 | 1      |

| Rang | Athlète             | Temps   | Points |
| ---- | ------------------- | ------- | ------ |
| 1    | Karsten Warholm     | 47 s 85 | 8      |
| 2    | TJ Holmes           | 49 s 25 | 7      |
| 3    | Thomas Barr         | 50 s 28 | 6      |
| 4    | Sebastian Rodger    | 50 s 50 | 5      |
| 5    | Kenneth Selmon      | 51 s 15 | 4      |
| 6    | Jacob Paul          | 51 s 29 | 3      |
| 7    | Carl Bengtström     | 51 s 35 | 2      |
| 8    | Abdelmalik Lahoulou | 51 s 82 | 1      |

| Rang | Athlète                | Marque      | Points |
| ---- | ---------------------- | ----------- | ------ |
| 1    | Sam Kendricks          | 5,72 m      | 8      |
| 2    | Piotr Lisek            | 5,60 m (SB) | 7      |
| 3    | Seito Yamamoto         | 5,48 m      | 6      |
| 4    | Emmanouil Karalis      | 5,36 m      | 5      |
| 5    | Raphael Holzdeppe      | 5,36 m      | 4      |
| 6    | Paweł Wojciechowski    | 5,36 m      | 3      |
|      | Thiago Braz da Silva   | NM          | 2      |
|      | Konstadínos Filippídis | NM          | 1      |

| Rang | Athlète                | Marque      | Points |
| ---- | ---------------------- | ----------- | ------ |
| 1    | Thobias Montler        | 8,22 m (PB) | 8      |
| 2    | Juan Miguel Echevarría | 8,12 m      | 7      |
| 3    | Jeff Henderson         | 8,09 m      | 6      |
| 4    | Luvo Manyonga          | 8,07 m      | 5      |
| 5    | Tajay Gayle            | 8,05 m      | 4      |
| 6    | Miltiadis Tentoglou    | 7,99 m      | 3      |
| 7    | Serhiy Nykyforov       | 7,97 m      | 2      |
| 8    | Zarck Visser           | 7,77 m      | 1      |

| \| Rang \| Athlète \| Marque \| Points \| \| ---- \| -------------------- \| ------------ \| ------ \| \| 1 \| Daniel Ståhl \| 69,57 m \| 8 \| \| 2 \| Fedrick Dacres \| 68,96 m (SB) \| 7 \| \| 3 \| Lukas Weisshaidinger \| 66,97 m (SB) \| 6 \| \| 4 \| Ola Stunes Isene \| 66,65 m \| 5 \| \| 5 \| Ehsan Hadadi \| 65,34 m \| 4 \| \| 6 \| Christoph Harting \| 62,88 m \| 3 \| \| 7 \| Mason Finley \| 62,16 m \| 2 \| \| 8 \| Simon Pettersson \| 61,50 m \| 1 \| |                      |              |        |
| Rang | Athlète              | Marque       | Points |
| 1 | Daniel Ståhl         | 69,57 m      | 8      |
| 2 | Fedrick Dacres       | 68,96 m (SB) | 7      |
| 3 | Lukas Weisshaidinger | 66,97 m (SB) | 6      |
| 4 | Ola Stunes Isene     | 66,65 m      | 5      |
| 5 | Ehsan Hadadi         | 65,34 m      | 4      |
| 6 | Christoph Harting    | 62,88 m      | 3      |
| 7 | Mason Finley         | 62,16 m      | 2      |
| 8 | Simon Pettersson     | 61,50 m      | 1      |

### Femmes
| Rang | Athlète            | Temps        | Points |
| ---- | ------------------ | ------------ | ------ |
| 1    | Dina Asher-Smith   | 22 s 18 (WL) | 8      |
| 2    | Elaine Thompson    | 22 s 66      | 7      |
| 3    | Dafne Schippers    | 22 s 78 (SB) | 6      |
| 4    | Ivet Lalova-Collio | 22 s 99      | 5      |
| 5    | Jenna Prandini     | 23 s 09      | 4      |
| 6    | Crystal Emmanuel   | 23 s 14      | 3      |
| 7    | Jamile Samuel      | 23 s 25      | 2      |
| 8    | Iréne Ekelund      | 23 s 77      | 1      |

| Rang | Athlète          | Temps             | Points |
| ---- | ---------------- | ----------------- | ------ |
| 1    | Ajee Wilson      | 2 min 0 s 87      | 8      |
| 2    | Habitam Alemu    | 2 min 1 s 26 (SB) | 7      |
| 3    | Nelly Jepkosgei  | 2 min 1 s 98      | 6      |
| 4    | Raevyn Rogers    | 2 min 2 s 35      | 5      |
| 5    | Lovisa Lindh     | 2 min 2 s 95      | 4      |
| 6    | Lynsey Sharp     | 2 min 3 s 52      | 3      |
| 7    | Hanna Hermansson | 2 min 3 s 70      | 2      |
| 8    | Natoya Goule     | 2 min 3 s 89      | 1      |

| Rang | Athlète                     | Temps               | Points |
| ---- | --------------------------- | ------------------- | ------ |
| 1    | Agnes Jebet Tirop           | 14 min 50 s 82 (WL) | 8      |
| 2    | Fantu Worku                 | 14 min 51 s 31 (PB) | 7      |
| 3    | Lilian Kasait Rengeruk      | 14 min 51 s 34      | 6      |
| 4    | Gabriela Debues-Stafford    | 14 min 51 s 59 (NR) | 5      |
| 5    | Caroline Chepkoech Kipkirui | 14 min 52 s 05      | 4      |
| 6    | Margaret Chelimo Kipkemboi  | 14 min 52 s 11      | 3      |
| 7    | Eilish McColgan             | 14 min 52 s 40      | 2      |
| 8    | Melissa Courtney            | 14 min 53 s 82 (PB) | 1      |

| Rang | Athlète         | Temps         | Points |
| ---- | --------------- | ------------- | ------ |
| 1    | Kendra Harrison | 12 s 52       | 8      |
| 2    | Sharika Nelvis  | 12 s 69 (SB)  | 7      |
| 3    | Tobi Amusan     | 12 s 85       | 6      |
| 4    | Cindy Roleder   | 12 s 94 (=SB) | 5      |
| 5    | Elvira Herman   | 12 s 94       | 4      |
| 6    | Pedrya Seymour  | 12 s 97       | 3      |
| 7    | Eefje Boons     | 13 s 32       | 2      |
| 8    | Nadine Visser   | 13 s 39       | 1      |

| Rang | Athlète                    | Marque | Points |
| ---- | -------------------------- | ------ | ------ |
| 1    | Mariya Lasitskene          | 1,92 m | 8      |
| 2    | Yuliya Levchenko           | 1,90 m | 7      |
| 3    | Erika Kinsey               | 1,90 m | 6      |
| 4    | Yaroslava Mahuchikh        | 1,83 m | 5      |
| 5    | Mirela Demireva            | 1,83 m | 4      |
| 5    | Sofie Skoog                | 1,83 m | 3      |
| 7    | Marie-Laurence Jungfleisch | 1,78 m | 3      |
| 7    | Elena Vallortigara         | 1,78 m | 1      |

| Rang | Athlète              | Marque       | Points |
| ---- | -------------------- | ------------ | ------ |
| 1    | Denia Caballero      | 65,10 m      | 8      |
| 2    | Yaimé Pérez          | 65,09 m      | 7      |
| 3    | Chen Yang            | 64,25 m (SB) | 6      |
| 4    | Feng Bin             | 63,87 m      | 5      |
| 5    | Sandra Perković      | 63,71 m      | 4      |
| 6    | Valarie Allman       | 63,45 m      | 3      |
| 7    | Andressa de Morais   | 61,86 m      | 2      |
| 8    | Mélina Robert-Michon | 59,63 m      | 1      |

## Légende
Records et Performances
- AR : Record continental (area record)
- CR : Record des championnats (championship record)
- MR : Record du meeting (meet record)
- NR : Record national (national record)
- OR : Record olympique (olympic record)
- PR : Record paralympique (paralympic record)
- PB : Record personnel (personal best)
- SB : Meilleure performance personnelle de la saison (season's best)
- WL : Meilleure performance mondiale de l'année (world leader)
- WJR : Record du monde junior (world junior record)
- WR : Record du monde (world record)

Circonstances et Conditions
- DNF : N'a pas terminé (did not finish)
- DNS : N'a pas pris le départ (did not start)
- DQ : Disqualification (disqualification)
- NM : Aucun essai valable enregistré (No Mark)
- Q : Qualifié « directement » au prochain tour (ou à la prochaine compétition), lors d'une compétition majeure, grâce au classement ou à la réalisation des minima (automatic qualifier)
- q : Qualifié au prochain tour (ou à la prochaine compétition), lors d'une compétition majeure, grâce au repêchage ou à la réalisation de l'une des meilleures performances parmi celles des « non qualifiés directement » (grâce au meilleur temps ou à la meilleure distance par exemple) (secondary qualifier)